# Macromya cilipes
Macromya cilipes är en tvåvingeart som först beskrevs av Macquart 1843.  Macromya cilipes ingår i släktet Macromya och familjen parasitflugor.
Artens utbredningsområde är Surinam. Inga underarter finns listade i Catalogue of Life.